# Иодид иттрия
Иодид иттрия — бинарное неорганическое соединение, соль металла иттрия и иодистоводородной кислоты с формулой YI3, бесцветные кристаллы, растворимые в воде.

## Получение
- Нагревание иттрия и иода в инертной атмосфере:

{\displaystyle {\mathsf {2Y+3I_{2}\ {\xrightarrow {T}}\ 2YI_{3}}}}
- Нагревание оксида иттрия с иодидом аммония:

{\displaystyle {\mathsf {Y_{2}O_{3}+6NH_{4}I\ {\xrightarrow {T}}\ 2YI_{3}+6NH_{3}+3H_{2}O}}}

## Физические свойства
Иодид иттрия образует бесцветные расплывающиеся кристаллы.
Хорошо растворяется в воде и этаноле. Не растворяется в диэтиловом эфире.